# Museu de Arqueologia e Etnografia do Distrito de Setúbal

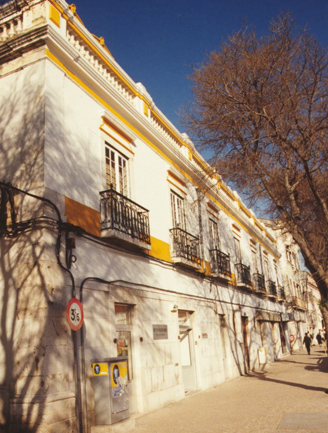

O Museu de Arqueologia e Etnografia do Distrito de Setúbal (MAEDS) é um museu português situado em Setúbal. O MAEDS foi criado no final de 1974 pela Junta Distrital de Setúbal, tendo aberto ao público em 1976.
O acervo do museu integra duas vertentes: a arqueológica e a etnográfica. Na vertente arqueológica o espólio integra materiais oriundos de sítios arqueológicos pré-históricos, desde o Paleolítico até à Idade do Ferro, e romanos. Na vertente etnográfica, o museu apresenta materiais relacionados com as actividades da pesca, produção do sal, agrícola, pecuária, fiação e tecelagem, artesanato rural e urbano e arte popular.
No âmbito do museu funciona o Centro de Estudos Arqueológicos.
O museu dispõe de uma biblioteca especializada com cerca de 5000 volumes, edita uma revista especializada, a Setúbal Arqueológica, e co-edita, com o Fórum Intermuseus do Distrito de Setúbal, uma revista de âmbito mais amplo, a MUSA: museus, arqueologias & outros patrimónios.
O museu encontra-se instalado na Avenida Luísa Todi n.º 162, em Setúbal.